# Macropelopia variegata
Macropelopia variegata är en tvåvingeart som beskrevs av Vimmer 1927. Macropelopia variegata ingår i släktet Macropelopia och familjen fjädermyggor. Inga underarter finns listade i Catalogue of Life.